# Spiel des Jahres
O "Spiel des Jahres" (em alemão) ou "Jogo do Ano" é um prestigioso prêmio alemão de jogo de tabuleiro e jogo de cartas.
O prêmio foi criado em 1978 para recompensar a excelência em design de jogos, e para promover jogos de qualidade superior no mercado alemão. Pensa-se que a existência e popularidade do prêmio é um dos principais motores da qualidade dos jogos que saem da Alemanha. A indicação ao Spiel des Jahres pode aumentar as vendas típicas de um jogo de 500-3000 para cerca de 10.000 exemplares, e o vencedor geralmente pode esperar vender de 300.000 a 500.000 cópias.

## Critérios para premiação
O prêmio é concedido por um júri de críticos alemães, austríacos e suíços de jogos de tabuleiro, que revisa, os jogos lançados na Alemanha nos doze meses precedentes. Os jogos considerados para o prêmio são jogos de estilo familiar. Jogos de guerra, Role-playing games, jogos de cartas, e outros jogos complicados, altamente competitivos ou amadores estão fora do escopo do prêmio. Desde 1989, há um prêmio especial para jogos infantis.
Em certas ocasiões, o júri concedeu um prêmio especial para jogos mais complexos, como Agricola, em 2008, ou World Without End, em 2010. Antes de 2011, estes eram considerados prêmios excepcionais, não acontecendo necessariamente todos os anos. Em 2011, no entanto, essa prática foi formalizada quando o júri criou uma nova categoria para jogos mais complexos, intitulada "Kennerspiel des Jahres" (algo como "Jogo do ano para especialistas").
Junto com as candidaturas, o júri também oferece uma lista de jogos recomendados e, ocasionalmente, distribui prêmios especiais para os jogos que não serão considerados para o prêmio principal.
Os critérios nos quais um jogo é avaliado são, em geral:
1. Conceito do jogo (originalidade, jogabilidade, valor atribuído ao jogo);
2. Estrutura das regras (composição, clareza, facilidade de compreensão);
3. Layout (caixa, tabuleiro, regras);
4. Design (funcionalidade, acabamento).

## Vencedores e Indicações

### Prêmios de 2024
| Jogo                       | Autor(es)                        | Editora             | Prêmio   |
| -------------------------- | -------------------------------- | ------------------- | -------- |
| Sky Team                   | Luc Rémond                       | Scorpion Masqué     | Venceu   |
| In the Footsteps of Darwin | Grégory Grard e Matthieu Verdier | Sorry We Are French | Indicado |
| Captain Flip               | Paolo Mori e Remo Conzadori      | Playpunk            | Indicado |

| Jogo                            | Autor(es)                               | Editora             | Prêmio   |
| ------------------------------- | --------------------------------------- | ------------------- | -------- |
| Daybreak                        | Matt Leacock e Matteo Menapace          | Schmidt e CMYK      | Venceu   |
| The Guild of Merchant Explorers | Matthew Dunstan e Brett J. Gilbert      | Skellig Games e AEG | Indicado |
| Ticket to Ride: Lendas do Oeste | Rob Daviau, Matt Leacock e Alan R. Moon | Days of Wonder      | Indicado |

| Jogo                    | Autor(es)                             | Editora                     | Prêmio   |
| ----------------------- | ------------------------------------- | --------------------------- | -------- |
| Magic Keys              | Markus Slawitschek e Arno Steinwender | Game Factory / Happy Baobab | Venceu   |
| Große kleine Edelsteine | Wolfgang Warsch                       | Schmidt                     | Indicado |
| Taco Kitten Pizza       | Dave Campbell e Thierry Denoual       | Blue Orange                 | Indicado |

### Prêmios de 2023
| Jogo                         | Autor(es)                 | Editora           | Prêmio   |
| ---------------------------- | ------------------------- | ----------------- | -------- |
| Dorfromantik: The Board Game | Michael Palm e Lukas Zach | Pegasus Spiele    | Venceu   |
| Fun Facts                    | Kaspar Lapp               | Repos Productions | Indicado |
| Next Station London          | Matthew Dunstan           | HCM Kinzel        | Indicado |

| Jogo           | Autor(es)                              | Editora                              | Prêmio   |
| -------------- | -------------------------------------- | ------------------------------------ | -------- |
| Challengers!   | Johannes Krenner e Markus Slawitscheck | 1 More Time Games e Z-Man Games      | Venceu   |
| Iki            | Koota Yamada                           | Giant Roc / Sorry We Are French      | Indicado |
| Planet Unknown | Ryan Lambert e Adam Rehberg            | Strohmann Games / Adam’s Apple Games | Indicado |

| Jogo           | Autor(es)                         | Editora              | Prêmio   |
| -------------- | --------------------------------- | -------------------- | -------- |
| Mysterium Kids | Antonin Boccara e Yves Hirschfeld | Libellud / Space Cow | Venceu   |
| Carla Caramel  | Sara Zarian                       | Loki                 | Indicado |
| Gigamons       | Johann Roussel e Karim Aouidad    | Mirakulus / Studio H | Indicado |

| Jogo                            | Autor(es)                                                 | Editora       | Categoria                                        | Prêmio |
| ------------------------------- | --------------------------------------------------------- | ------------- | ------------------------------------------------ | ------ |
| Unlock! Game Adventures         | Cyril Demaegd, Mathieu Casnin, Thomas Cauët e Jeremy Koch | Space Cowboys | Prêmio Especial - Jogo do Ano para Especialistas | Venceu |
| Unlock! Kids: Detective Stories | Cyril Demaegd, Wilfried Fort e Marie Fort                 | Space Cow     | Prêmio Especial - Jogo do Ano para Crianças      | Venceu |

### Prêmios de 2022
| Jogo     | Autor(es)        | Editora                      | Prêmio   |
| -------- | ---------------- | ---------------------------- | -------- |
| Cascadia | Randy Flynn      | Flatout Games, AEG, e Kosmos | Venceu   |
| Scout    | Kei Kajino       | Oink Games                   | Indicado |
| Top Ten  | Aurélien Picolet | Cocktail Games               | Indicado |

| Jogo           | Autor(es)                 | Editora                    | Prêmio   |
| -------------- | ------------------------- | -------------------------- | -------- |
| Living Forest  | Aske Christiansen         | Pegasus Spiele e Ludonaute | Venceu   |
| Cryptid        | Hal Duncan e Ruth Veevers | Osprey Games/Skellig Games | Indicado |
| Dune: Imperium | Paul Dennen               | Dire Wolf                  | Indicado |

| Jogo                          | Autor(es)                              | Editora      | Prêmio   |
| ----------------------------- | -------------------------------------- | ------------ | -------- |
| Magic Mountain                | Jens-Peter Schliemann e Bernhard Weber | Amigo Spiele | Venceu   |
| Ganz Schön Clever Kids        | Wolfgang Warsch                        | Schmidt      | Indicado |
| Quacks & Co. Quedlinburg Dash | Wolfgang Warsch                        | Schmidt      | Indicado |

### Prêmios de 2021
As indicações para os prêmios de 2021 foram anunciadas em 18 de Maio de 2021.
| Jogo                                                        | Autor(es)      | Editora                             | Prêmio   |
| ----------------------------------------------------------- | -------------- | ----------------------------------- | -------- |
| MicroMacro: Crime City                                      | Johannes Sich  | Edition Spielwiese e Pegasus Spiele | Venceu   |
| Die Abenteuer des Robin Hood (The Adventures of Robin Hood) | Michael Menzel | Kosmos                              | Indicado |
| Zombie Teenz                                                | Annick Lobet   | Scorpion Masqué                     | Indicado |

| Jogo                                                  | Autor(es)                        | Editora                   | Prêmio   |
| ----------------------------------------------------- | -------------------------------- | ------------------------- | -------- |
| Paleo                                                 | Peter Rustemeyer                 | Hans im Glück             | Venceu   |
| Die verlorenen Ruinen von Arnak (Lost Ruins of Arnak) | Michaela Štachová e Michal Štach | CGE                       | Indicado |
| Fantastische Reiche (Fantasy Realms)                  | Bruce Glassco                    | Strohmann Games e WizKids | Indicado |

| Jogo                       | Autor(es)                                 | Editora                      | Prêmio   |
| -------------------------- | ----------------------------------------- | ---------------------------- | -------- |
| Dragomino                  | Bruno Cathala, Marie Fort e Wilfried Fort | Pegasus Spiele e Blue Orange | Venceu   |
| Fabelwelten (Storytailors) | Wilfried Fort e Marie Fort                | Lifestyle Boardgames         | Indicado |
| Mia London                 | Antoine Bauza e Corentin Lebrat           | Scorpion Masqué              | Indicado |

### Prêmios de 2020
As indicações para os prêmios de 2020 foram anunciados em 18 de Maio de 2020. O vencedor do Jogo do Ano para Crianças foi anunciado em 24 de Junho de 2019, enquanto o Jogo do Ano e o Jogo do Ano para Especialistas foram anunciados em 20 de Julho de 2020.
| Jogo      | Autores                             | Editora                             | Prêmio   |
| --------- | ----------------------------------- | ----------------------------------- | -------- |
| My City   | Reiner Knizia                       | Kosmos                              | Indicado |
| Nova Luna | Uwe Rosenberg and Corné van Moorsel | Edition Spielwiese e Pegasus Spiele | Indicado |
| Pictures  | Daniela y Christian Stöhr           | PD-Verlag                           | Venceu   |

| Jogo                                            | Autores                                       | Editora                          | Prêmio   |
| ----------------------------------------------- | --------------------------------------------- | -------------------------------- | -------- |
| Cartógrafos (Cartographers: A Roll Player Tale) | Jordy Adan                                    | Grok Games e Pegasus Spiele      | Indicado |
| A Tripulação (Die Crew)                         | Thomas Sing                                   | Kosmos                           | Venceu   |
| The King’s Dilemma                              | Lorenzo Silva, Hjalmar Hach and Carlo Burelli | Horrible Guild e HeidelBÄR Games | Indicado |

| Jogo                          | Autores          | Editora | Prêmio   |
| ----------------------------- | ---------------- | ------- | -------- |
| Foto Fish                     | Michael Kallauch | Logis   | Indicado |
| Speedy Roll                   | Urtis Šulinskas  | Piatnik | Venceu   |
| Robots (Wir sind die Roboter) | Reinhard Staupe  | NSV     | Indicado |

### Prêmios de 2019
As indicações para os prêmios de 2019 e o prêmio especial foram anunciados em 20 de Maio de 2019.   O vencedor do Jogo do Ano para Crianças foi anunciado em 24 de Junho de 2019
| Jogo               | Autores                         | Editora          | Prêmio   |
| ------------------ | ------------------------------- | ---------------- | -------- |
| Só Uma (Just One)  | Ludovic Roudy and Bruno Sautter | Repos Production | Venceu   |
| LHAMA (L.L.A.M.A.) | Reiner Knizia                   | Amigo Spiele     | Indicado |
| Werewords          | Ted Alspach                     | Ravensburger     | Indicado |

| Jogo                                      | Autor                                               | Editora                     | Prêmio   |
| ----------------------------------------- | --------------------------------------------------- | --------------------------- | -------- |
| Wingspan                                  | Elizabeth Hargrave                                  | Stonemaier Games            | Venceu   |
| Carpe Diem                                | Stefan Feld                                         | alea/Ravensburger           | Indicado |
| Detective: O Jogo da Investigação Moderna | Ignacy Trzewiczek, Przemysław Rymer and Jakub Łapot | Portal Games/Pegasus Spiele | Indicado |

| Jogo             | Autores                 | Editora        | Prêmio   |
| ---------------- | ----------------------- | -------------- | -------- |
| Tal der Wikinger | Marie and Wilfried Fort | Haba           | Venceu   |
| Fabulantica      | Marco Teubner           | Pegasus Spiele | Indicado |
| Go Gecko Go!     | Jürgen Adams            | Zoch           | Indicado |

### Prêmios de 2018
As indicações para os prêmios de 2018 e o prêmio especial foram anunciados em 14 de maio de 2018. O vencedor do Jogo do Ano para Crianças foi anunciado em 11 de junho de 2018. Os vencedores de Jogo do Ano e Jogo do Ano para Especialistas foi anunciado em 23 de julho de 2018.
| Jogo     | Autores          | Editora                       | Prêmio   |
| -------- | ---------------- | ----------------------------- | -------- |
| Azul     | Michael Kiesling | Next Move                     | Venceu   |
| Luxor    | Rüdiger Dorn     | Queen Games                   | Indicado |
| The Mind | Wolfgang Warsch  | Nürnberger-Spielkarten-Verlag | Indicado |

| Jogo                            | Autores                            | Editora        | Prêmio   |
| ------------------------------- | ---------------------------------- | -------------- | -------- |
| Die Quacksalber von Quedlinburg | Wolfgang Warsch                    | Schmidt Spiele | Venceu   |
| Ganz Schön clever               | Wolfgang Warsch                    | Schmidt Spiele | Indicado |
| Heaven & Ale                    | Michael Kiesling & Andreas Schmidt | Eggertspiele   | Indicado |

| Jogo          | Autores                                      | Editora           | Prêmio   |
| ------------- | -------------------------------------------- | ----------------- | -------- |
| Funkelschatz  | Lena & Günter Burkhardt                      | Haba              | Venceu   |
| Emojito!      | Urtis Šulinskas                              | HUCH!             | Indicado |
| Panic Mansion | Asger Sams Granerud & Daniel Skjold Pedersen | Blue Orange Games | Indicado |

| Jogo                       | Autores                   | Editora     | Prêmio          |
| -------------------------- | ------------------------- | ----------- | --------------- |
| Pandemic Legacy – Season 2 | Matt Leacock & Rob Daviau | Z-Man Games | Prêmio Especial |

### Prêmios de 2017
As indicações para os prêmios de 2017 foram anunciados em 22 de maio de 2017. O vencedor do Jogo do Ano para Crianças foi anunciado em 19 de junho de 2017. Os vencedores de Jogo do Ano e Jogo do Ano para Especialistas foi anunciado em 17 de julho de 2017.
| Jogo                    | Autores       | Editora                    | Prêmio   |
| ----------------------- | ------------- | -------------------------- | -------- |
| Kingdomino              | Bruno Cathala | Pegasus Spiele (Friedberg) | Venceu   |
| Magic Maze              | Kasper Lapp   | Pegasus Spiele (Friedberg) | Indicado |
| Wettlauf nach El Dorado | Reiner Knizia | Ravensburger               | Indicado |

| Jogo                                          | Autores                     | Editora                  | Prêmio   |
| --------------------------------------------- | --------------------------- | ------------------------ | -------- |
| Exit - Das Spiel                              | Inka Brand and Markus Brand | Kosmos                   | Venceu   |
| Räuber der Nordsee (Raiders of the North Sea) | Shem Philips                | Schwerkraft (Oberhausen) | Indicado |
| Terraforming Mars                             | Jakob Fryxelius             | Schwerkraft (Oberhausen) | Indicado |

| Game                | Autores                               | Editora             | Prêmio   |
| ------------------- | ------------------------------------- | ------------------- | -------- |
| Ice Cool            | Brian Gomez                           | Amigo               | Venceu   |
| Captain Silver      | Wolfgang Dirscherl and Manfred Reindl | Queen Games         | Indicado |
| Der Mysteriöse Wald | Carlo A. Rossi                        | Iello (Heillecourt) | Indicado |

### Prêmios de 2016
As indicações para os prêmios de 2016 foram anunciados em 23 de maio de 2016. Os vencedores foram anunciados em 18 de julho de 2016
| Jogo      | Autores             | Editora             | Prêmio   |
| --------- | ------------------- | ------------------- | -------- |
| Codinomes | Vladimír Chvátil    | Czech Games Edition | Venceu   |
| Imhotep   | Phil Walker-Harding | Kosmos              | Indicado |
| Karuba    | Rüdiger Dorn        | Haba                | Indicado |

| Jogo                                 | Autores                               | Editora       | Prêmio   |
| ------------------------------------ | ------------------------------------- | ------------- | -------- |
| Isle of Skye: From Chieftain to King | Andreas Pelikan and Alexander Pfister | Lookout Games | Venceu   |
| Pandemic Legacy - Season 1           | Matt Leacock and Rob Daviau           | Z-Man Games   | Indicado |
| T.I.M.E Stories                      | Manuel Rozoy                          | Space Cowboys | Indicado |

| Jogo                                       | Autores       | Editora        | Prêmio   |
| ------------------------------------------ | ------------- | -------------- | -------- |
| Stone Age Junior                           | Marco Teubner | Hans im Glück  | Vendedor |
| Mmm!                                       | Reiner Knizia | Pegasus Spiele | Indicado |
| Leo muss zum Friseur (Leo Vai ao Barbeiro) | Leo Colovini  | Abacus Spiele  | Indicado |

### Prêmios de 2015
As indicações para os prêmios de 2015 foram anunciadas em 18 de maio de 2015. O vencedor do Kinderspiel des Jahres foi anunciado em 8 de junho de 2015, enquanto os vencedores do Sdj e do Kdj foram anunciados em 6 de julho de 2015.
| Jogo         | Autores              | Editora                       | Prêmio   |
| ------------ | -------------------- | ----------------------------- | -------- |
| Colt Express | Christophe Raimbault | Ludonaute                     | Venceu   |
| Machi Koro   | Masao Suganuma       | Kosmos                        | Indicado |
| The Game     | Steffen Benndorf     | Nürnberger Spielkarten Verlag | Indicado |

| Jogo          | Autores                               | Editora       | Prêmio   |
| ------------- | ------------------------------------- | ------------- | -------- |
| Broom Service | Andreas Pelikan and Alexander Pfister | Ravensburger  | Venceu   |
| Elysium       | Brett J. Gilbert and Matthew Dunstan  | Space Cowboys | Indicado |
| Orléans       | Reiner Stockhausen                    | dlp games     | Indicado |

| Jogo           | Autores                            | Editora      | Prêmio   |
| -------------- | ---------------------------------- | ------------ | -------- |
| Spinderella    | Roberto Fraga                      | Zoch Verlag  | Venceu   |
| Push a Monster | Wolfgang Dirscherl, Manfred Reindl | Queen Games  | Indicado |
| Schatz-Rabatz  | Karin Hetling                      | Noris-Spiele | Indicado |

### Prêmios de 2014
Os nomeados para o prêmio de 2014 foram liberados em 19 de maio de 2014.
| Jogo     | Autores                            | Editora          | Prêmio   |
| -------- | ---------------------------------- | ---------------- | -------- |
| Camel Up | Steffen Bogen                      | Eggertspiele     | Venceu   |
| Concept  | Gaëtan Beaujannot e Alain Rivollet | Repos Production | Indicado |
| Splendor | Marc Andre                         | Space Cowboys    | Indicado |

| Jogo      | Autores                                   | Editora        | Prêmio   |
| --------- | ----------------------------------------- | -------------- | -------- |
| Rococo    | Matthias Cramer, Louis Malt e Stefan Malz | Eggertspiele   | Indicado |
| Istanbul  | Rüdiger Dorn                              | Pegasus Spiele | Venceu   |
| Concordia | Mac Gerdts                                | PD-Verlag      | Indicado |

### Prêmios de 2013
Os nomeados para os prêmios de 2013 foram anunciados em 21 de maio de 2013. O vencedor do Jogo do Ano para Crianças foi anunciado em 12 de junho de 2013, enquanto os vencedores do Jogo do Ano e o Jogo do Ano para Especialistas foram anunciados em 8 de julho de 2013.
| Jogo     | Autores          | Editora          | Prêmio   |
| -------- | ---------------- | ---------------- | -------- |
| Augustus | Paolo Mori       | Hurrican         | Indicado |
| Hanabi   | Antoine Bauza    | Asmodée Éditions | Venceu   |
| Qwixx    | Steffen Benndorf | GameFactory      | Indicado |

| Jogo                   | Autores                            | Editora              | Prêmio   |
| ---------------------- | ---------------------------------- | -------------------- | -------- |
| Legends of Andor       | Michael Menzel                     | Fantasy Flight Games | Venceu   |
| Bruges                 | Stefan Feld                        | Hans im Glück        | Indicado |
| The Palaces of Carrara | Michael Kiesling e Wolfgang Kramer | Hans im Glück        | Indicado |

| Jogo                 | Autores               | Editora        | Prêmio   |
| -------------------- | --------------------- | -------------- | -------- |
| Der verzauberte Turm | Inka and Markus Brand | Schmidt Spiele | Venceu   |
| Gold am Orinoko      | Bernhard Weber        | Haba           | Indicado |
| Mucca Pazza          | Iris Rossbach         | Zoch           | Indicado |

### Prêmios de 2012
Os nomeados para os prêmios de 2012 foram anunciados em 21 de maio de 2012. Os vencedores do Jogo do Ano para Crianças, do Jogo do Ano e do Jogo do Ano para Especialistas foram anunciados em 9 de julho de 2012.
| Jogo            | Autores                       | Editora           | Prêmio   |
| --------------- | ----------------------------- | ----------------- | -------- |
| Vegas           | Rüdiger Dorn                  | alea/Ravensburger | Indicado |
| Eselsbrücke     | Stefan Dorra e Ralf zur Linde | Schmidt Spiele    | Indicado |
| Kingdom Builder | Donald X. Vaccarino           | Queen Games       | Venceu   |

| Jogo    | Autores                   | Editora                   | Prêmio   |
| ------- | ------------------------- | ------------------------- | -------- |
| K2      | Adam Kaluza               | Heidelberger Spieleverlag | Indicado |
| Targi   | Andreas Steiger           | Kosmos                    | Indicado |
| Village | Inka Brand e Markus Brand | Pegasus Spiele            | Venceu   |

| Jogo                          | Autores       | Editora         | Prêmio   |
| ----------------------------- | ------------- | --------------- | -------- |
| Spinnengift und Krötenschleim | Klaus Teuber  | Kosmos          | Indicado |
| Schnappt Hubi!                | Steffen Bogen | Ravensburger    | Venceu   |
| Die kleinen Drachenritter     | Marco Teubner | HUCH! & friends | Indicado |

### Prêmios de 2011
Os nomeados para os prêmios de 2011 foram anunciados em 23 de maio de 2011. Este foi o primeiro ano em que uma categoria adicional foi introduzida à premiação, chamada de "Kennerspiel des Jahres" (Jogo do Ano para Especialistas) que passou a premiar jogos mais complexos. Os vencedores do Jogo do Ano e do Jogo do Ano para Especialistas foram anunciados em 27 de junho de 2011.
| Jogo             | Autores                            | Editora         | Prêmio   |
| ---------------- | ---------------------------------- | --------------- | -------- |
| Qwirkle          | Susan McKinley Ross                | Mindware Spiele | Venceu   |
| Asara            | Wolfgang Kramer e Michael Kiesling | Ravensburger    | Indicado |
| Forbidden Island | Matt Leacock                       | Schmidt Spiele  | Indicado |

| Jogo       | Autores        | Editora          | Prêmio   |
| ---------- | -------------- | ---------------- | -------- |
| 7 Wonders  | Antoine Bauza  | Repos Production | Venceu   |
| Strasbourg | Stefan Feld    | Pegasus Spiele   | Indicado |
| Lancaster  | Matthias Crame | Queen Games      | Indicado |

### Prêmios de 2010
Os nomeados para o prêmio de Jogo do Ano de 2010 foram anunciados em 31 de maio de 2010 e o vencedor foi anunciado em 28 de junho de 2010.
| Jogo                                  | Autores                                | Editora              | Prêmio   |
| ------------------------------------- | -------------------------------------- | -------------------- | -------- |
| Dixit                                 | Jean-Louis Roubira                     | Libellud             | Venceu   |
| Identik                               | William P. Jacobson e Amanda A. Kohout | Asmodee              | Indicado |
| A la Carte                            | Karl-Heinz Schmiel                     | Moskito/Heidelberger | Indicado |
| Roll Through the Ages: The Bronze Age | Matt Leacock                           | Pegasus Spiele       | Indicado |
| Fresco                                | Marco Ruskowski e Marcel Süßelbeck     | Queen Games          | Indicado |

### Prêmios de 2009

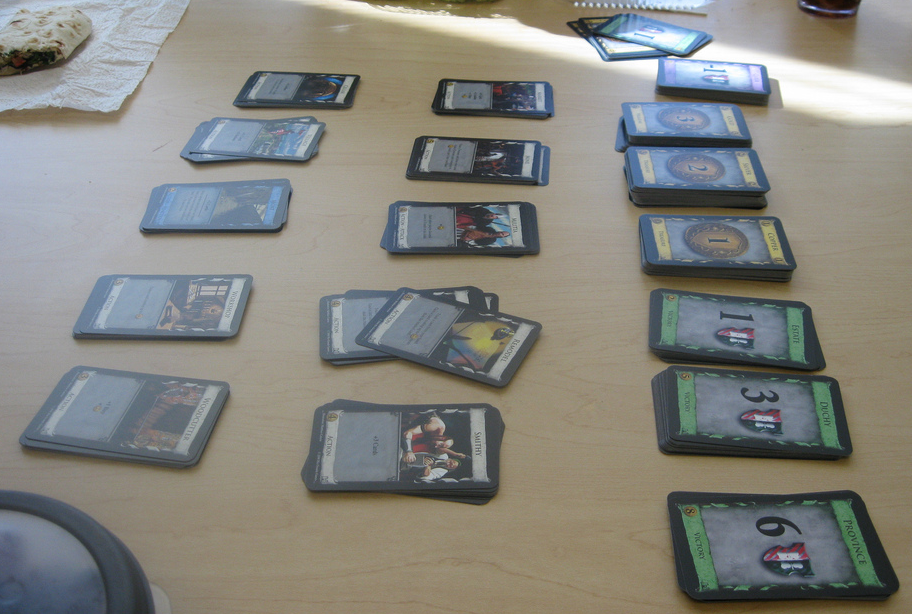
Dominion, jogo vencedor de 2009

Os nomeados para o prêmio de Jogo do Ano de 2009 foram anunciados em 24 de maio de 2009 e o vencedor foi anunciado em 29 de junho de 2009.
| Jogo                | Autores                           | Editora        | Prêmio   |
| ------------------- | --------------------------------- | -------------- | -------- |
| FITS                | Reiner Knizia                     | Ravensburger   | Indicado |
| Dominion            | Donald X. Vaccarino               | Hans im Glück  | Venceu   |
| Finca               | Ralf zur Linde e Wolfgang Sentker | Hans im Glück  | Indicado |
| Fauna               | Friedemann Friese                 | HUCH & Friends | Indicado |
| Pandemia (Pandemic) | Matt Leacock                      | Pegasus Spiele | Indicado |

### Prêmios de 2008

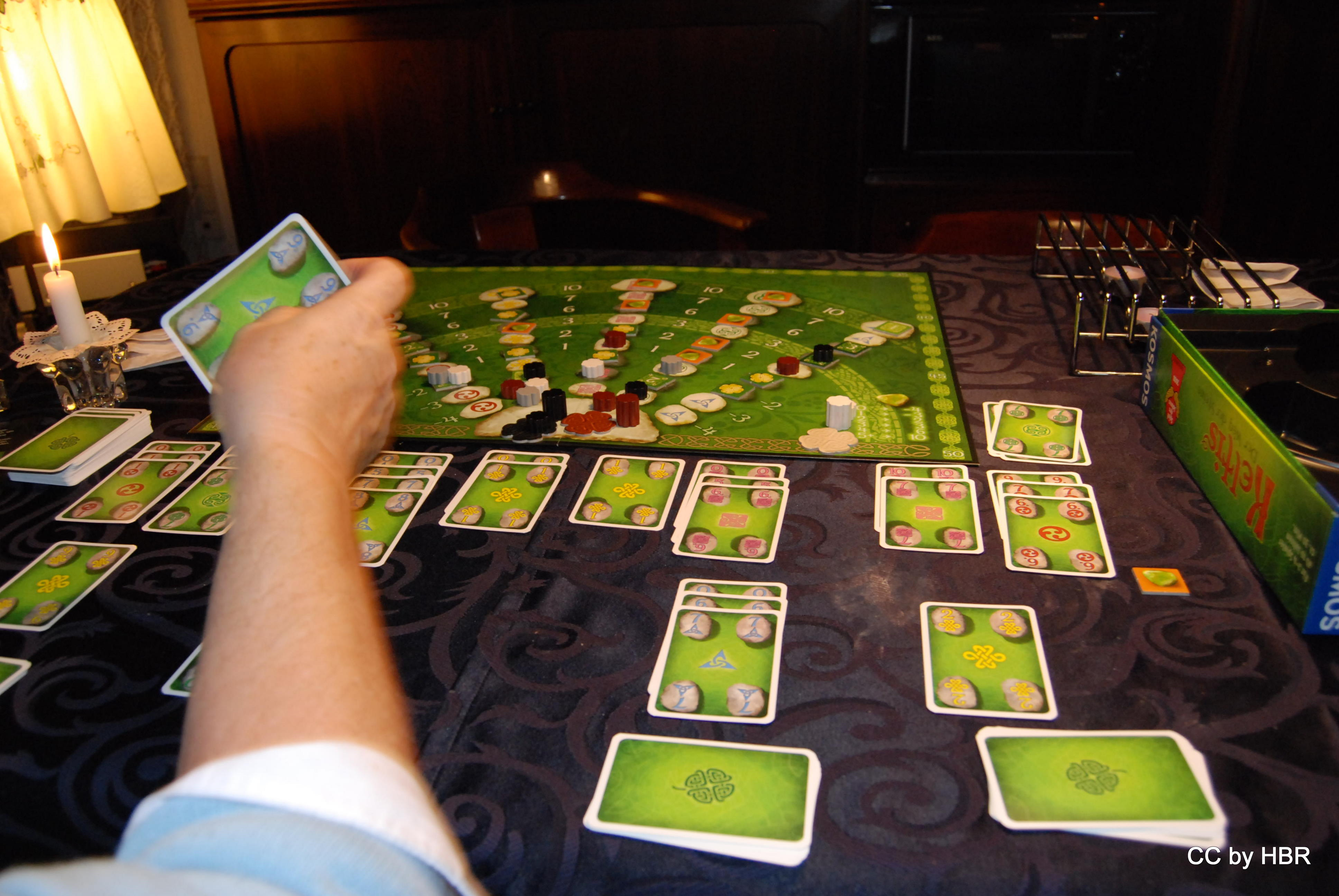
Keltis, jogo vencedor de 2008

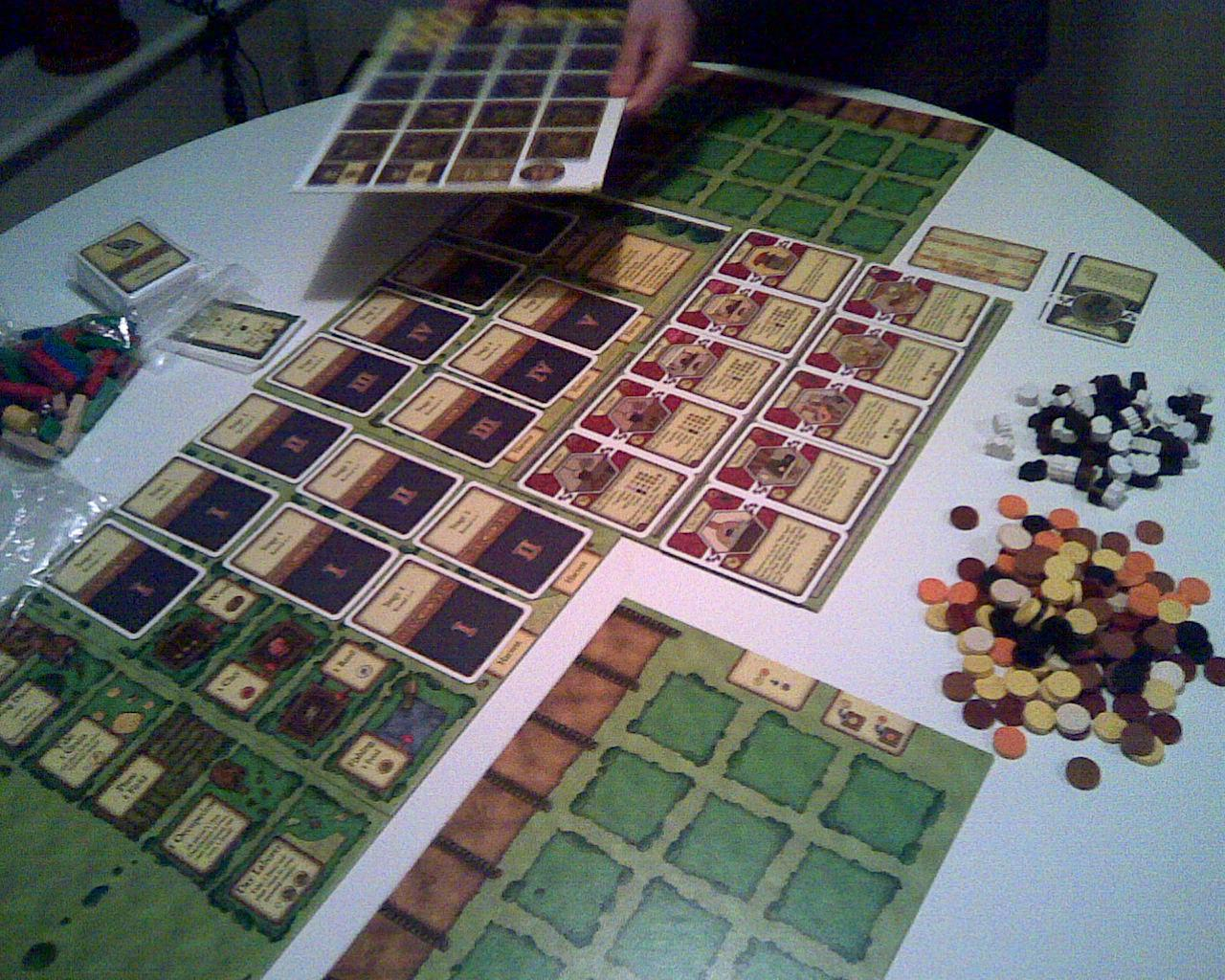
Jogo de Tabuleiro Agrícola

Os nomeados para o prêmio de Jogo do Ano de 2008 foram anunciados em 25 de maio de 2008 e o vencedor foi anunciado em 30 de junho de 2008. Junto com as candidaturas, o júri também concedeu um prêmio especial de Jogo Complexo a Agricola.
| Jogo         | Autores                                        | Editora           | Prêmio   |
| ------------ | ---------------------------------------------- | ----------------- | -------- |
| Stone Age    | Michael Tummelhofer                            | Hans im Glück     | Indicado |
| Keltis       | Reiner Knizia                                  | Kosmos            | Venceu   |
| Witch's Brew | Andreas Pelikan                                | alea/Ravensburger | Indicado |
| Blox         | Wolfgang Kramer, Jürgen PK Grunau, Hans Raggan | Ravensburger      | Indicado |
| Suleika      | Dominique Ehrhard                              | Zoch Spiele       | Indicado |

| Jogo     | Autores       | Editora       | Prêmio        |
| -------- | ------------- | ------------- | ------------- |
| Agricola | Uwe Rosenberg | Lookout Games | Jogo Complexo |

### Prêmios de 2007
Os nomeados para o prêmio de Jogo do Ano de 2007 foram anunciados em 20 de maio de 2007 e o vencedor foi anunciado em 25 de junho de 2007.
| Jogo                           | Autores             | Editora       | Prêmio   |
| ------------------------------ | ------------------- | ------------- | -------- |
| O Ladrão de Bagdá (12 Thieves) | Michael Tummelhofer | Queen Games   | Indicado |
| Zooloretto                     | Michael Schacht     | Abacus Spiele | Venceu   |
| Jenseits von Tebas             | Peter Prinz         | Queen Games   | Indicado |
| Arkadia                        | Rüdiger Dorn        | Ravensburger  | Indicado |
| Yspahan                        | Sébastien Pauchon   | Ystari Games  | Indicado |

### Prêmios de 2006

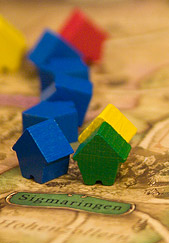
Thurn und Taxis, jogo vencedor de 2006

Os nomeados para o prêmio de Jogo do Ano de 2006 foram anunciados em 28 de maio de 2006 e o vencedor foi anunciado em 17 de junho de 2006. Junto com as candidaturas, o júri também atribuídos dois prêmios especiais para os jogos que sentia eram complexos demais para o estilo de Jogos Familiares.
| Jogo            | Autores                           | Editora       | Prêmio   |
| --------------- | --------------------------------- | ------------- | -------- |
| Seeräube        | Stefan Dorra                      | Queen Games   | Indicado |
| Aqua Romana     | Martin Schlegel                   | Queen Games   | Indicado |
| Just 4 Fun      | Jürgen PK Grunau                  | Kosmos        | Indicado |
| Thurn und Taxis | Karen Seyfarth e Andreas Seyfarth | Hans im Glück | Venceu   |
| Blue Moon City  | Reiner Knizia                     | Kosmos        | Indicado |

| Jogo                 | Autores                     | Editora        | Prêmio           |
| -------------------- | --------------------------- | -------------- | ---------------- |
| Shadows over Camelot | Serge Laget e Bruno Cathala | Days of Wonder | Jogo de Fantasia |
| Caylus               | William Attia               | Ystari Games   | Jogo Complexo    |

### Prêmios de 2005
Os nomeados para o prêmio de Jogo do Ano de 2005 foram anunciados em 8 de maio de 2005 e o vencedor foi anunciado em 27 de junho de 2005. Junto com as candidaturas, o júri também atribuídos dois prêmios especiais para os jogos que sentia eram complexos demais para o estilo de Jogos Familiares.
| Jogo                      | Autores                            | Editora         | Prêmio   |
| ------------------------- | ---------------------------------- | --------------- | -------- |
| Niagara                   | Thomas Liesching                   | Zoch Verlag     | Venceu   |
| Verflixxt (That's Life!)  | Wolfgang Kramer e Michael Kiesling | Ravensburger    | Indicado |
| Volta ao Mundo em 80 Dias | Michael Rieneck                    | Kosmos          | Indicado |
| Jambo                     | Rüdiger Dorn                       | Kosmos          | Indicado |
| Himalaya                  | Régis Bonnessée                    | Tilsit Editions | Indicado |

### Prêmios de 2004
| Jogo                                           | Autor(es)                          | Editora        | Prêmio   |
| ---------------------------------------------- | ---------------------------------- | -------------- | -------- |
| Ticket to Ride                                 | Alan R. Moon                       | Days of Wonder | Venceu   |
| Dawn Under                                     | Norbert Proena                     | Zoch Verlag    | Indicado |
| Ingenious                                      | Reiner Knizia                      | Kosmos         | Indicado |
| Maharaja: The Game of Palace Building in India | Wolfgang Kramer e Michael Kiesling | Phalanx Games  | Indicado |
| Saint Petersburg                               | Bernd Brunnhofer                   | Hans im Glück  | Indicado |

### Prêmios de 2003
| Jogo             | Autor(es)    | Editora           | Prêmio   |
| ---------------- | ------------ | ----------------- | -------- |
| Alhambra         | Dirk Henn    | Queen Games       | Venceu   |
| Clans            | Leo Colovini | Venice Connection | Indicado |
| Die Dracheninsel | Tom Schoeps  | Amigo             | Indicado |

### Prêmios de 2002
| Jogo          | Autor(es)           | Editora               | Prêmio   |
| ------------- | ------------------- | --------------------- | -------- |
| Villa Paletti | Bill Payne          | Zoch Verlag           | Venceu   |
| Puerto Rico   | Andreas Seyfarth    | alea                  | Indicado |
| TransAmerica  | Franz-Benno Delonge | Winning Moves Germany | Indicado |

### Prêmios de 2001
| Jogo        | Autor(es)                      | Editora           | Prêmio   |
| ----------- | ------------------------------ | ----------------- | -------- |
| Carcassonne | Klaus-Jürgen Wrede             | Hans im Glück     | Venceu   |
| Das Amulett | Alan R. Moon e Aaron Weissblum | Goldsieber Spiele | Indicado |
| Zapp Zerapp | Heinz Meister e Klaus Zoch     | Zoch Verlag       | Indicado |

### Prêmios de 2000
| Jogo           | Autor(es)                          | Editora          | Prêmio   |
| -------------- | ---------------------------------- | ---------------- | -------- |
| Torres         | Wolfgang Kramer e Michael Kiesling | F.X. Schmid      | Venceu   |
| Carolus Magnus | Leo Colovini                       | Rio Grande Games | Indicado |
| Citadels       | Bruno Faidutti                     | Hans im Glück    | Indicado |

### Prêmios de 1999
| Jogo          | Autor(es)                          | Editora      | Prêmio   |
| ------------- | ---------------------------------- | ------------ | -------- |
| Tikal         | Wolfgang Kramer e Michael Kiesling | Ravensburger | Venceu   |
| Giganten      | Wilko Manz                         | Kosmos       | Indicado |
| Union Pacific | Alan R. Moon                       | Amigo        | Indicado |

## Todos os Vencedores

### Jogo do Ano
| Ano  | Vencedor                             | Designer                                                                                          | Editora                              |
| ---- | ------------------------------------ | ------------------------------------------------------------------------------------------------- | ------------------------------------ |
| 2024 | Sky Team                             | Luc Rémond                                                                                        | Scorpion Masqué                      |
| 2023 | Dorfromantik                         | Michael Palm e Lukas Zach                                                                         | Pegasus Games                        |
| 2022 | Cascadia                             | Randy Flynn                                                                                       | Flatout Games, AEG, and Kosmos       |
| 2021 | MicroMacro: Crime City               | Johannes Sich                                                                                     | Edition Spielwiese and Pegasus games |
| 2020 | Pictures                             | Daniela e Christian Stöhr                                                                         | PD-Verlag                            |
| 2019 | Só uma                               | Ludovic Roudy e Bruno Sautter                                                                     | Repos Production                     |
| 2018 | Azul                                 | Michael Kiesling                                                                                  | Next Move/Plan B Games               |
| 2017 | Kingdomino                           | Bruno Cathala                                                                                     | Pegasus Spiele (Friedberg)           |
| 2016 | Codinomes                            | Vlaada Chvátil                                                                                    | Czech Games Edition                  |
| 2015 | Colt Express                         | Christophe Raimbault                                                                              | Ludonaute                            |
| 2014 | Camel Up                             | Steffen Bogen                                                                                     | Eggertspiele                         |
| 2013 | Hanabi                               | Antoine Bauza                                                                                     | Abacuspielle                         |
| 2012 | Kingdom Builder                      | Donald X. Vaccarino                                                                               | Queen Games                          |
| 2011 | Qwirkle                              | Susan McKinley Ross                                                                               | Mindware Spiele                      |
| 2010 | Dixit                                | Jean-Louis Roubira                                                                                | Libellud                             |
| 2009 | Dominion                             | Donald X. Vaccarino                                                                               | Rio Grande Games                     |
| 2008 | Keltis                               | Reiner Knizia                                                                                     | Kosmos                               |
| 2007 | Zooloretto                           | Michael Schacht                                                                                   | Abacus Spiele                        |
| 2006 | Thurn und Taxis                      | Andreas Seyfarth e Karen Seyfarth                                                                 | Hans im Glück                        |
| 2005 | Niagara                              | Thomas Liesching                                                                                  | Zoch Verlag                          |
| 2004 | Ticket to Ride                       | Alan R. Moon                                                                                      | Days of Wonder                       |
| 2003 | Alhambra                             | Dirk Henn                                                                                         | Rainha Games                         |
| 2002 | Villa Paletti                        | Bill Payne                                                                                        | Zoch Verlag                          |
| 2001 | Carcassonne                          | Klaus-Jürgen Wrede                                                                                | Hans im Glück                        |
| 2000 | Torres                               | Wolfgang Kramer e Michael Kiesling                                                                | Ravensburger                         |
| 1999 | Tikal                                | Wolfgang Kramer e Michael Kiesling                                                                | Ravensburger                         |
| 1998 | Elfenland                            | Alan R. Moon                                                                                      | Amigo Spiele                         |
| 1997 | Mississippi Queen                    | Werner Hodel                                                                                      | Goldsieber                           |
| 1996 | El Grande                            | Wolfgang Kramer e Richard Ulrich                                                                  | Hans im Glück                        |
| 1995 | The Settlers of Catan                | Klaus Teuber                                                                                      | Kosmos                               |
| 1994 | Manhattan                            | Andreas Seyfarth                                                                                  | Hans im Glück                        |
| 1993 | Call My Bluff                        | Borg Richard                                                                                      | F.X. Schmid                          |
| 1992 | Um Reifenbreite                      | Rob Bontenbal                                                                                     | Jumbo                                |
| 1991 | Drunter und Drüber                   | Klaus Teuber                                                                                      | Hans im Glück                        |
| 1990 | Hoity Toity                          | Klaus Teuber                                                                                      | F.X. Schmid                          |
| 1989 | Café Internacional                   | Rudi Hoffmann                                                                                     | Mattel                               |
| 1988 | Barbarossa                           | Klaus Teuber                                                                                      | Altenburger und Stralsunder          |
| 1987 | Auf Achse                            | Wolfgang Kramer                                                                                   | F.X. Schmid                          |
| 1986 | Top Secret Spies                     | Wolfgang Kramer                                                                                   | Ravensburger                         |
| 1985 | Sherlock Holmes Consulting Detective | Raymond Edwards, Suzanne Goldberg e Gary Grady                                                    | Kosmos                               |
| 1984 | Rivals Railway                       | David Watts                                                                                       | Schmidt Spiele                       |
| 1983 | Scotland Yard                        | Werner Schlegel, Garrels Dorothy, Fritz Ifland, Manfred Burggraf, Werner Scheerer e Wolf Hoermann | Ravensburger                         |
| 1982 | Floresta Encantada                   | Alex Randolph e Michel Matschoss                                                                  | Ravensburger                         |
| 1981 | Focus                                | Sid Sackson                                                                                       | Parker                               |
| 1980 | Rummikub                             | Efraim Hertzano                                                                                   | Intelli                              |
| 1979 | Lebre e a tartaruga                  | David Parlett                                                                                     | A                                    |

### Jogo do Ano para Especialistas
| Ano  | Jogo                      | Designer                               | Editora                         |
| ---- | ------------------------- | -------------------------------------- | ------------------------------- |
| 2024 | Daybreak                  | Matt Leacock e Matteo Menapace         | Schmidt                         |
| 2023 | Challengers!              | Johannes Krenner e Markus Slawitscheck | 1 More Time Games e Z-Man Games |
| 2022 | Living Forest             | Aske Christiansen                      | Pegasus Spiele e Ludonaute      |
| 2021 | Paleo                     | Peter Rustemeyer                       | Hans im Glück                   |
| 2020 | The Crew                  | Thomas Sing                            | Kosmos                          |
| 2019 | Wingspan                  | Elizabeth Hargrave                     | Stonemaier Games                |
| 2018 | The Quacks of Quedlinburg | Wolfgang Warsch                        | Schmidt Spiele                  |
| 2017 | Exit - The Game           | Inka Brand e Markus Brand              | Kosmos                          |
| 2016 | Isle of Skye              | Andreas Pelikan e Alexander Pfister    | Mayfair                         |
| 2015 | Broom Service             | Andreas Pelikan e Alexander Pfister    | Ravensburger                    |
| 2014 | Istanbul                  | Rüdiger Dorn                           | Pegasus Spiele                  |
| 2013 | Legends of Andor          | Michael Menzel                         | Fantasy Flight Games            |
| 2012 | Village                   | Inka Brand e Markus Brand              | Eggertspiele e Pegasus Spiele   |
| 2011 | 7 Wonders                 | Antoine Bauza                          | Repos Production                |

### Jogo Infantil do Ano
| Ano  | Vencedor                                                            | Designer                         | Anunciante                  |
| ---- | ------------------------------------------------------------------- | -------------------------------- | --------------------------- |
| 2009 | Das magische Labyrinth                                              | Dirk Baumann                     | Drei Magier Spiele          |
| 2008 | Guerra Wer's?                                                       | Reiner Knizia                    | Ravensburger                |
| 2007 | Beppo der Bock                                                      | Peter Schackert                  | Huch & Friends              |
| 2006 | Der Schwarze Pirat                                                  | Guido Hoffmann                   | Habermaaß                   |
| 2005 | Das Kleine Gespenst                                                 | Kai Haferkamp                    | Kosmos                      |
| 2004 | Spooky Stairs título (em alemão:Geistertreppe)                      | Michelle Schanen                 | Drei Magier Spiele          |
| 2003 | Topo Viva!                                                          | Manfred Ludwig                   | Selecta                     |
| 2002 | The Ladybug's Costume Party título (em alemão:Maskenball der Käfer) | Peter-Paul Joopen                | Selecta                     |
| 2001 | Klondike                                                            | Christian Wolf e Stefanie Rohner | Habermaaß                   |
| 2000 | Arbos                                                               | Armin Müller e Martin Arnold     | M + A Spiel                 |
| 1999 | Kayanak                                                             | Peter-Paul Joopen                | Habermaaß                   |
| 1998 | Chicken Cha Cha Cha                                                 | Klaus Zoch                       | Zoch Verlag                 |
| 1997 | Leinen Los!                                                         | Alex Randolph                    | Habermaaß                   |
| 1996 | Noah's Park título (em alemão:Vier zu Mir)                          | Heike Baum                       | Altenburger und Stralsunder |
| 1995 | Karambolage                                                         | Heinz Meister                    | Habermaaß                   |
| 1994 | Louie Loopin '                                                      | Carol Wiseley                    | Milton Bradley              |
| 1993 | Ringel Rangel                                                       | Geni Wyss                        | Habermaaß                   |
| 1992 | Galloping Pigs título (em alemão:Schweinsgalopp)                    | Heinz Meister                    | Ravensburger                |
| 1991 | Corsaro -Irrfahrt im Piratenmeer                                    | Wolfgang Kramer                  | Herder                      |
| 1990 | My Haunted Castle título (em alemão: Das Geisterschloss')           | Virgínia Charves                 | F.X. Schmid                 |
| 1989 | Gute Freunde                                                        | Alex Randolph                    | Selecta                     |

### Premiações Especiais
| Ano  | Prêmio                           | Vencedor                          | Designer                         | Anunciante                       |
| ---- | -------------------------------- | --------------------------------- | -------------------------------- | -------------------------------- |
| 2018 | Jogo Exemplar de Legacy          | Pandemic Legacy: Season 2         | Rob Daviau e Matt Leacock        | Z-Man Games, Inc.                |
| 2010 | Jogo Plus do Ano                 | Die Tore der Welt                 | Michael Rieneck e Stefan Stadler | Kosmos                           |
| 2009 | Jogo Festivo                     | GiftTRAP                          | Nick Kellet                      | GiftTRAP Empresas                |
| 2009 | Jogo com Mundo Original          | Space Alert                       | Vlaada Chvátil                   | Tcheco Jogos Edition             |
| 2008 | Jogo Complexo                    | Agrícola                          | Uwe Rosenberg                    | Lookout Games                    |
| 2007 | nenhum prêmio especial concedido | nenhum prêmio especial concedido  | nenhum prêmio especial concedido | nenhum prêmio especial concedido |
| 2006 | Jogo Complexo                    | Caylus                            | William Attia                    | Ystari Games                     |
| 2006 | Jogo de Fantasia                 | Shadows Over Camelot              | Serge Laget e Bruno Cathala      | Days of Wonder                   |
| 2005 | nenhum prêmio especial concedido | nenhum prêmio especial concedido  | nenhum prêmio especial concedido | nenhum prêmio especial concedido |
| 2004 | nenhum prêmio especial concedido | nenhum prêmio especial concedido  | nenhum prêmio especial concedido | nenhum prêmio especial concedido |
| 2003 | nenhum prêmio especial concedido | nenhum prêmio especial concedido  | nenhum prêmio especial concedido | nenhum prêmio especial concedido |
| 2002 | nenhum prêmio especial concedido | nenhum prêmio especial concedido  | nenhum prêmio especial concedido | nenhum prêmio especial concedido |
| 2001 | Jogo Histórico                   | Troia                             | Thomas Fackler                   | Zeitstein Spiele                 |
| 2001 | Jogo Literário                   | O Senhor dos Anéis                | Reiner Knizia                    | Kosmos                           |
| 2000 | nenhum prêmio especial concedido | nenhum prêmio especial concedido  | nenhum prêmio especial concedido | nenhum prêmio especial concedido |
| 1999 | nenhum prêmio especial concedido | nenhum prêmio especial concedido  | nenhum prêmio especial concedido | nenhum prêmio especial concedido |
| 1998 | nenhum prêmio especial concedido | nenhum prêmio especial concedido  | nenhum prêmio especial concedido | nenhum prêmio especial concedido |
| 1997 | Jogo de Destreza                 | Husarengolf                       | Torsten Marold                   | Abacus                           |
| 1997 | Jogo Formoso                     | Aztec                             | Niek Neuwahl                     | Zoch Spiele                      |
| 1996 | Jogos de Destreza                | Carabande                         | Jean du Poel                     | Goldsieber                       |
| 1996 | Jogo Formoso                     | Ligação Veneza                    | Alex Randolph                    | Drei Magier Spiele               |
| 1995 | Jogo de Quebra-cabeça (Puzzle)   | 3D Krimi-Puzzle                   | nenhum designer específico       | Milton Bradley                   |
| 1995 | Jogo Formoso                     | Tri-Ba-Lance                      | Michael Sorhe                    | Theta Promoções                  |
| 1994 | Jogo Formoso                     | Doutor Fausto                     | Reinhold Wittig                  | Blatz Spiele                     |
| 1993 | Jogo Formoso                     | Kula Kula                         | Reinhold Wittig                  | Blatz Spiele                     |
| 1992 | nenhum prêmio especial concedido | nenhum prêmio especial concedido  | nenhum prêmio especial concedido | nenhum prêmio especial concedido |
| 1991 | Jogo Formoso                     | Master Labyrinth                  | Max Kobbert                      | Ravensburger                     |
| 1990 | Jogo Formoso                     | Life Style                        | nenhum designer específico       | Ravensburger                     |
| 1989 | Jogo Formoso                     | Henne Berta                       | Geni Wyss                        | Habermaaß                        |
| 1988 | Jogo Cooperativo                 | Sauerbaum                         | Johannes Tranelis                | Herder                           |
| 1988 | Jogo Formoso                     | Inkognito                         | Alex Randolph e Leão Colovini    | Milton Bradley                   |
| 1987 | Jogo Formoso                     | Tatort Nachtexpress               | Jeff Smets                       | Jumbo                            |
| 1986 | Jogo Formoso                     | Müller & Sohn                     | Reinhold Wittig                  | Kosmos                           |
| 1985 | Jogo Formoso                     | Die drei Magier                   | Johann Rüttinger                 | Drei Magier Spiele               |
| 1984 | Jogo Formoso                     | Uisge                             | Roland Siegers                   | Hexagames                        |
| 1983 | Jogo Formoso                     | Wir die kleinen füttern Nilpferde | Reinhold Wittig                  | Edition Perlhuhn                 |
| 1982 | Jogo Formoso                     | Skript                            | Henri Sala                       | Jumbo                            |
| 1981 | Jogo Formoso                     | Ra                                | Marco Donadoni                   | International Team               |
| 1980 | Jogo Solo                        | Cubo Rubik's                      | Erno Rubik                       | Ideal Toy Company                |
| 1980 | Jogo Formoso                     | Spiel                             | Reinhold Wittig                  | Edição Perlhuhn                  |
| 1979 | Jogo Formoso                     | Seti                              | nenhum designer específico       | Bütehorn                         |

## Ligações Externos
- «Spiel des Jahres (Site oficial)»